# Paulo Autran
Paulo Paquet Autran (Rio de Janeiro, 7 settembre 1922 – San Paolo, 12 ottobre 2007) è stato un attore brasiliano di teatro, cinema e televisione.

## Biografia
Nato a Rio, Paulo Autran si trasferì con la famiglia molto piccolo a San Paolo, dove trascorse la maggior parte della sua vita. Si diplomò al collegio marista, per poi studiare diritto nell'Universidade de São Paulo al fine di diventare diplomatico, su spinta del padre poliziotto.
All’inizio della sua carriera da avvocato prese parte a molte rappresentazioni teatrali amatoriali, fino a che gli fu offerto di lavorare professionalmente ed entrare nel cast dell’opera teatrale Un deus dormiu là em casa di Guilheme Figueiredo, sotto la direzione di José Silveira Sampaio, insieme all’amica Tonia Carrero, allora sposata con Adolfo Celi, in una produzione del Teatro Brasileño de Comedia (TBC). Lo spettacolo fu rappresentato, per la prima volta, il 13 dicembre 1949, presso il Teatro Copacabana di Rio de Janeiro. La commedia ebbe un grande successo, tanto da ottenere alcuni premi. In seguito, nel 1956, sarà riadattata dalla Compagnia Tonia-Celi-Autran (CTCA), con la regia di Celi.
Dopo il suo primo successo commerciale, decise di dedicarsi completamente alla carriera artistica, dando priorità al teatro. Nonostante ciò, girò anche alcuni film e telenovele. Fu protagonista di Destino em Apuros, il primo film brasiliano a colori. Sul palcoscenico fu così prolifico al punto da essere conosciuto come “il signore degli spettacoli” ("O senhor dos palcos"). In ogni caso recitò magistralmente anche per la televisione e il cinema, venendo apprezzato soprattutto nel film Terra in trance di Glauber Rocha.  Nel corso della sua carriera, lavorò con diversi registri teatrali come Adolfo Celi, Zbigniew Ziembiński e Flávio Rangel. In tv si distinse nella telenovela Adamo contro Eva, dove diede volto a due personaggi, Otávio de Alcântara Rodrigues e Silva e Dominguinhos de Souza Silva. Nella vecchiaia fece piccole apparizioni, principalmente in miniserie televisive, l’ultima delle quali in Um só coração, nel 2004. Mentre la sua ultima prova cinematografica fu nel film El Pasado.
Un anno prima della morte, Paulo Autran fu ricoverato diverse volte, per tumore ai polmoni (incallito fumatore, consumava anche quattro pacchetti di sigarette al giorno). I trattamenti di radioterapia e chemioterapia non gli impedirono di recitare in L'avaro. Morì nel 2007 a 85 anni, dopo aver sofferto di enfisema polmonare e varie complicazioni, dovute al cancro.
Il 15 luglio 2011, la legge numero 12.449 lo dichiarò «Patron del teatro brasiliano».

## Vita privata
Per più di 30 anni fu sentimentalmente legato all’attrice Karin Rodrigues, che sposò nel 1999: la coppia rimase unita fino alla morte di lui.

## Omaggi
- Gli è stato intitolato un teatro a Curitiba.

## Filmografia

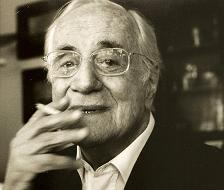
Paulo Autran in vecchiaia

### Cinema
- Appassionata, regia di Fernando De Barros (1952)
- Veneno, regia di Gianni Pons (1952)
- Uma Pulga na Balança, regia di Luciano Salce (1953)
- Destino em Apuros, regia di Ernesto Remani (1953)
- É Proibido Beijar, regia di Ugo Lombardi (1954)
- Le tout pour le tout, regia di Patrice Dally (1962)
- As Sete Evas, regia di Carlos Manga (1962)
- Crônica da Cidade Amada, regia di Carlos Hugo Christensen (1965)
- Terra in trance (Terra em Transe), regia di Glauber Rocha (1967)
- Mar Corrente, regia di Luiz Paulino Dos Santos (1967)
- O Menino Arco-Íris, regia di Ricardo Bandeira (1983)
- Vertiges, regia di Christine Laurent (1985)
- O País dos Tenentes, regia di João Batista de Andrade (1987)
- Fogo e Paixão, regia di Marcio Kogan e Isay Weinfeld (1988)
- Felicidade É..., regia di Jorge Furtado, José Pedro Goulart, Cecílio Neto e José Roberto Torero (1995) - (segmento "Cruz")
- Tiradentes, regia di Oswaldo Caldeira (1999)
- Oriundi, regia di Ricardo Bravo (1999)
- Artifícios, regia di Rafael Primot e Flavia Rea - cortometraggio (2001)
- A Máquina, regia di João Falcão (2005)
- L'anno in cui i miei genitori andarono in vacanza (O Ano em Que Meus Pais Saíram de Férias), regia di Cao Hamburger (2006)
- Il passato (El pasado), regia di Héctor Babenco (2007)

### Televisione
- Gabriela, Cravo e Canela – serie TV (1961)
- Pai Herói – serie TV, 179 episodi (1979)
- Gli emigranti (Os Imigrantes) – serie TV (1981)
- Adamo contro Eva (Guerra dos Sexos) – serie TV (1983)
- Sassaricando – serie TV, 188 episodi (1987-1988)
- Brasileiras e Brasileiros – serie TV (1990)
- Hilda Furacão – serial TV (1998)
- Você Decide – serie TV, episodi 8x4 (1999)
- O Enfermeiro, regia di Mauro Farias – film TV (1999)